# 三都主アレサンドロ
三都主 アレサンドロ（さんとす あれさんどろ、Santos Alessandro、1977年7月20日 - ）は、ブラジルパラナ州マリンガ出身 の元サッカー選手。
元日本代表でキャップ数82 は歴代15位。2001年11月12日、日本国籍に帰化し、現在はブラジルと二重国籍。帰化前の本名はアレサンドロ・ドス・サントス（Alessandro dos Santos）、当時の登録名はアレックス（Alex）。
利き足は左。ポジションは左ウィングバック、攻撃的MFとしての出場のほか、清水在籍時にはフォワード、名古屋加入以後はセンターハーフ、日本代表では左サイドバックでも出場した。
16歳のときにサッカー留学生として日本の明徳義塾高校に入学し、97年に清水に加入。99年に史上最年少の22歳でJリーグ年間最優秀選手賞を受賞した。04年に浦和レッドダイヤモンズに移籍し、07年にはオーストリアのレッドブル・ザルツブルクでプレー。08年に日本に復帰し、浦和、名古屋グランパスエイト、FC岐阜、栃木SCに在籍。15年にブラジルへ戻りマリンガFC、グレミオ・マリンガなどでプレーした。
2001年に日本国籍取得後、2002年から2006年までサッカー日本代表に招集されて82試合出場7得点。FIFAワールドカップに2回（2002年日韓大会、2006年ドイツ大会）出場、2004年アジアカップに優勝した。

## 経歴

### 生い立ち
ブラジルパラナ州マリンガ で、プロサッカー選手ウイルソン・ドス・サントスの長男として生まれた。10歳から父親も在籍したグレミオ・マリンガの少年チームで育ち、16歳のときには既にプロデビューを果たす。1993年8月、留学生獲得のためブラジルを訪れていた明徳義塾高校サッカー部の北村保夫部長とジョゼ・カルロス監督に練習試合でのプレーを高く評価され、1994年6月に明徳義塾高校に入学。同校には三都主を含め4名の留学生が一緒に入学した。高校時代は一度も県予選を突破できず全国大会には無縁だった ため、ほとんど無名の存在だった。ポジションはブラジル時代はディフェンダー（センターバック）だったが、明徳在学中に徐々に前の方へと移っていった。

### 清水エスパルス
明徳義塾高校卒業後、監督が清水エスパルスのスカウトと知り合いだったこともあり、清水の練習に練習生として参加し、契約を勝ち取る。1997年に正式加入、持ち前のドリブルで左サイドのスペシャリストとして頭角を現す。「アレックス」という登録名は当時の清水の監督オズワルド・アルディレスによって付けられた。
加入当時、清水にはサントス、オリバ、マーク・ボウエンと3人の外国籍選手がおり、三都主は第4の選手とみなされていた。しかし他の選手に故障が相次いだこともあり 1年目からリーグ戦27試合に出場した。体力不足もあって1年目のリーグ戦フル出場は1試合のみにとどまった。1997年5月28日の1stステージ第11節アビスパ福岡戦では、自陣からドリブルで約70メートルを突破して初ゴールを決めた。
清水加入当初は色々なポジションで起用されていたが、1999年に左アウトサイドに定着。清水はこの年に2ndステージで優勝、また年間勝点では2位以下に大きく差を付けて1位となった。この年に大きくブレイクした三都主は清水躍進の原動力となり、史上最年少の22歳でJリーグ最優秀選手賞を受賞した。1999年12月11日に行われたジュビロ磐田とのチャンピオンシップ第2戦では、三浦文丈を蹴りつけて35分に退場を命じられた。チームは奮闘したものの最終的にPK戦で磐田に敗れた。清水の監督スティーブ・ペリマンは「11人で戦っていれば勝っていた」と試合後に振り返った。
また、アジアカップウィナーズカップ1999-2000、第81回天皇杯優勝にも貢献した。セレッソ大阪との天皇杯決勝で三都主は1得点1アシストし、3-2の勝利に貢献した。2001年9月3日に開催されたJOMO CUPでは、ワールド・ドリームス（外国籍選手選抜）のキャプテンマークを巻いた。清水在籍最終シーズンとなった2003年にはチームキャプテンを務めた
2000年シーズン終了後にはギリシャのパナシナイコスFCからオファーを受けていたが、契約には至らなかった。
2002年8月、プレミアリーグのチャールトンに移籍金350万ドル（約4億2000万円。または4億5000万円）、5年契約 で加入合意が伝えられたが、イギリス政府から労働許可証が発行されなかったため白紙になった。

### 浦和レッズ
2004年1月、清水エスパルスから浦和レッドダイヤモンズに完全移籍。移籍金は1997年に横浜フリューゲルスからヴェルディ川崎に移籍した前園真聖を超えて、当時の国内最高額となる推定3億8000万円（または3億5000万円） だった。
浦和では2004年のJ1 2ndステージ、2006年のJ1、2005年度と2006年度の天皇杯に優勝した。

### ザルツブルク
2007年1月30日から1年間、浦和からの期限付き移籍によりオーストリア・ブンデスリーガに所属するレッドブル・ザルツブルクでプレーした。ザルツブルクでは加入した2006-07シーズンにリーグ優勝を経験。2007-08シーズン前半まで在籍し、リーグ戦通算20試合に出場した。移籍時には完全移籍や契約延長のオプション契約も含まれていたが、ザルツブルク側はそれらを行使しなかった。

### 浦和復帰
2008年1月、期限付き移籍期間満了により浦和レッドダイヤモンズに復帰。2008年Jリーグ開幕前の練習試合で左足付け根に全治3ヶ月の怪我を負う。第14節の柏レイソル戦にて復帰するが、出場わずか15分で怪我を再発。全治6ヶ月の重傷と診断を受け、同年の公式戦出場はこの1試合のみとなった。
2009年、浦和の新監督にフォルカー・フィンケが就任。三都主は負傷の回復が遅れた上に、フィンケの若手選手重用により出場機会が激減。先発出場は8月までに2試合のみ にとどまっていた。

### 名古屋グランパス
ドラガン・ストイコビッチ監督のラブコールを受け、2009年8月3日に名古屋グランパスへの完全移籍が発表された。8月15日の川崎フロンターレ戦（名古屋市瑞穂公園陸上競技場）に左サイドバックとしてフル出場したのが名古屋でのデビュー戦となった。名古屋では左サイドやセントラルのミッドフィールダーとしても出場。
名古屋がJ1リーグで優勝した2010年シーズンは、左サイドバックおよびアンカーをこなす貴重なバックアッパーとして25試合（先発は11試合）に起用された。
2012年シーズンをもって契約満了となり、クラブを退団した。

## 引退後
2012年12月には合同トライアウトに参加。2013年1月にJ2の栃木SCに完全移籍で加入。シーズン終了をもって栃木との契約が満了した。
2014年、J2のFC岐阜に完全移籍。18試合に出場し2得点を挙げたが、2015年1月、契約満了による退団が発表された。
2015年2月、日本を離れて地元ブラジルのパラナ州選手権1部・マリンガFCへ移籍。家族でブラジルへ移住する決断について三都主は「ずっとブラジルに居るという分けではないが、親孝行をして、生まれ故郷のマリンガでサッカーをし、その後も指導者として勉強を続けまた良い形で日本に戻りたい。」と語っている。同年3月29日に行われたJ・マルセーリ・フチボウ戦で移籍後初ゴールを挙げた。同クラブでは6月までプレーした。
2015年8月に古巣であるパラナ州選手権3部のグレミオ・マリンガ加入が発表され、同年10月まで3ヶ月間プレーした。
その後、契約を解除の後、2016年からは故郷のパラナ州に所在する、パラナ・サッカー・テクニカル・センターに所属。同年12月にマラカナンスタジアムで催された、ジーコ主催のチャリティマッチにジーコから直接招待され参加。ネイマールと同じピッチでプレーし、それを自身の中で現役引退と区切りをつけて現役を引退。2017年時点も在籍し青少年支援活動を行っている。
2016年12月に「INSTITUTO ALEX SANTOS」というサッカーや柔道、空手、キックボクシング、柔術、カポエラ、ストリートダンスなど、スポーツを通じて子どもが育つようにサポートをする機構・団体を立ち上げた。
2017年7月4日、浦和時代のチームメイトであった鈴木啓太の引退試合出場のため日本へ帰国し、同年7月11日、古巣である清水のクラブ創設25周年記念マッチである対ガンバ大阪戦試合前のトークショーに飛び入り参加した。
2018年1月11日、2019年3月末までの期間、出身地の姉妹都市である兵庫県加古川市の観光大使となる。

## 日本代表
2001年11月に日本への帰化申請が認められると、フィリップ・トルシエによって日本代表に招集され、2002年3月のウクライナとの親善試合で代表デビューを果たす。2002 FIFAワールドカップの日本代表にも選出された。同大会のグループステージでは初戦のベルギー戦に途中出場。さらにノックアウトステージ一回戦のトルコ戦では、トルシエ監督の奇策により変則の左ウイングで先発出場すると、クロスバー直撃のフリーキックを放つなどしたが、1点をリードされる展開にトルシエ監督がメンバーやフォーメーションを従来の形に戻したため、前半のみで交代となった。
2002年W杯後に就任したジーコからも招集され続けたが、当初は中村俊輔ら攻撃的MFの控えであった。しかし、2003年6月に日本代表がアルゼンチンに1-4の大敗を喫し、それまで左サイドバックだった服部年宏がレギュラー落ちした為後任の左サイドバックに抜擢されるとレギュラーに定着し、3バック採用時は左サイドハーフとして2006年W杯の最終戦まで約3年間スタメン出場を続けた。しかし、4バックの慣れない守備に追われ、サイドバックとしては難がある守備力を露呈することもあった。一方で、後に日本代表監督を務めるイビチャ・オシム（当時ジェフ千葉監督）は「（ドイツ）W杯のクロアチア、オーストラリア戦を見たがアレックスが一番いいDFだったのではないか。左利きは数少ない上にアレックスより優れた選手は何人いるでしょうか」と攻撃面を評価した。
2006年W杯後のオシムジャパンでは、DFではなく本来の左アウトサイドのMFとして起用され、攻撃に比重を置いたプレーが許されたこともあり、オシムジャパンのゴール第1号・第2号を記録し、アシストも多く記録した。代表としての招集期間はわずか5年と決して長くはないが、最終的には当時歴代4位となる82まで代表キャップ数を伸ばした。
82試合で21度という多くの警告を受けているが、退場を受けたことはない。

## 人物
2001年3月に日本への帰化を申請、2001年11月12日に帰化申請が認められ、日本名「三都主アレサンドロ」を届け出ている。「三都主」は、自身にとって思い出深い「ブラジル・高知・清水」の三つの都市を意味している。
父親のウイルソンは主に右サイドバック またはセンターバックの選手として、グレミオ・マリンガ、ゴイアスなど6つのクラブで14年間プレーし、1977年にはグレミオ・マリンガでパラナ州選手権優勝の経験もある。1983年に引退した後は繊維工場で運転手として働いた。
現在、息子は東海大学附属静岡翔洋高校に通っている。

## 個人成績
| 国内大会個人成績 | 国内大会個人成績 | 国内大会個人成績 | 国内大会個人成績  | 国内大会個人成績             | 国内大会個人成績 | 国内大会個人成績 | 国内大会個人成績 | 国内大会個人成績 | 国内大会個人成績 | 国内大会個人成績 | 国内大会個人成績 |
| 年度             | クラブ           | 背番号           | リーグ            | リーグ戦                     | リーグ戦         | リーグ杯         | リーグ杯         | オープン杯       | オープン杯       | 期間通算         | 期間通算         |
| 年度             | クラブ           | 背番号           | リーグ            | 出場                         | 得点             | 出場             | 得点             | 出場             | 得点             | 出場             | 得点             |
| 日本             | 日本             | 日本             | 日本              | リーグ戦                     | リーグ戦         | リーグ杯         | リーグ杯         | 天皇杯           | 天皇杯           | 期間通算         | 期間通算         |
| ---------------- | ---------------- | ---------------- | ----------------- | ---------------------------- | ---------------- | ---------------- | ---------------- | ---------------- | ---------------- | ---------------- | ---------------- |
| 1997             | 清水             | 23               | J                 | 27                           | 3                | 2                | 1                | 3                | 0                | 32               | 4                |
| 1998             | 清水             | 17               | J                 | 26                           | 10               | 5                | 0                | 5                | 2                | 36               | 12               |
| 1999             | 清水             | 8                | J1                | 30                           | 11               | 4                | 0                | 1                | 0                | 35               | 11               |
| 2000             | 清水             | 8                | J1                | 30                           | 4                | 5                | 0                | 5                | 4                | 40               | 8                |
| 2001             | 清水             | 8                | J1                | 30                           | 12               | 2                | 1                | 5                | 1                | 37               | 14               |
| 2002             | 清水             | 8                | J1                | 29                           | 9                | 2                | 2                | 3                | 0                | 34               | 11               |
| 2003             | 清水             | 8                | J1                | 26                           | 7                | 4                | 0                | 4                | 0                | 34               | 7                |
| 2004             | 浦和             | 16               | J1                | 27                           | 2                | 1                | 0                | 2                | 1                | 30               | 3                |
| 2005             | 浦和             | 8                | J1                | 32                           | 4                | 5                | 0                | 5                | 0                | 42               | 4                |
| 2006             | 浦和             | 8                | J1                | 34                           | 5                | 0                | 0                | 1                | 0                | 35               | 5                |
| オーストリア     | オーストリア     | オーストリア     | オーストリア      | リーグ戦                     | リーグ戦         | リーグ杯         | リーグ杯         | オーストリア杯   | オーストリア杯   | 期間通算         | 期間通算         |
| 2006-07          | ザルツブルク     | 8                | ブンデス          | 9                            | 0                | -                | -                | -                | -                | 9                | 0                |
| 2007-08          | ザルツブルク     | 8                | ブンデス          | 11                           | 1                | -                | -                | -                | -                | 11               | 1                |
| 日本             | 日本             | 日本             | 日本              | リーグ戦                     | リーグ戦         | リーグ杯         | リーグ杯         | 天皇杯           | 天皇杯           | 期間通算         | 期間通算         |
| 2008             | 浦和             | 8                | J1                | 1                            | 0                | 0                | 0                | 0                | 0                | 1                | 0                |
| 2009             | 浦和             | 8                | J1                | 6                            | 0                | 4                | 0                | -                | -                | 10               | 0                |
| 2009             | 名古屋           | 38               | J1                | 14                           | 0                | -                | -                | 6                | 1                | 20               | 1                |
| 2010             | 名古屋           | 38               | J1                | 25                           | 0                | 1                | 0                | 3                | 1                | 29               | 1                |
| 2011             | 名古屋           | 38               | J1                | 11                           | 0                | 1                | 0                | 5                | 0                | 17               | 0                |
| 2012             | 名古屋           | 38               | J1                | 5                            | 0                | 0                | 0                | 2                | 0                | 7                | 0                |
| 2013             | 栃木             | 44               | J2                | 25                           | 2                | -                | -                | 2                | 0                | 27               | 2                |
| 2014             | 岐阜             | 11               | J2                | 18                           | 2                | -                | -                | 0                | 0                | 18               | 2                |
| ブラジル         | ブラジル         | ブラジル         | ブラジル          | リーグ戦                     | リーグ戦         | ブラジル杯       | ブラジル杯       | オープン杯       | オープン杯       | 期間通算         | 期間通算         |
| 2015             | マリンガ         |                  | パラナ州選手権1部 |                              |                  |                  |                  |                  |                  |                  |                  |
| 通算             | 日本             | 日本             | J1                | 353                          | 67               | 36               | 4                | 50               | 10               | 439              | 81               |
| 通算             | 日本             | 日本             | J2                | 43                           | 4                | -                | -                | 2                | 0                | 45               | 4                |
| 通算             | オーストリア     | オーストリア     | ブンデス          | 20                           | 1                | -                | -                | -                | -                | 20               | 1                |
| 通算             | ブラジル         | ブラジル         | パラナ州選手権1部 | \|\|\|\|\|\|\|\|\|\|\|\|\|\| |                  |                  |                  |                  |                  |                  |                  |
| 総通算           | 総通算           | 総通算           | 総通算            | 416                          | 72               | 36               | 4                | 52               | 10               | 504              | 86               |

その他の公式戦
- 1999年
  - スーパーカップ 1試合0得点
  - Jリーグチャンピオンシップ 2試合0得点
- 2001年
  - スーパーカップ 1試合1得点
- 2002年
  - スーパーカップ 1試合0得点
- 2004年
  - Jリーグチャンピオンシップ 2試合1得点
- 2006年
  - スーパーカップ 1試合0得点

| 国際大会個人成績 | 国際大会個人成績 | 国際大会個人成績 | 国際大会個人成績 | 国際大会個人成績 |
| 年度             | クラブ           | 背番号           | 出場             | 得点             |
| AFC              | AFC              | AFC              | ACL              | ACL              |
| ---------------- | ---------------- | ---------------- | ---------------- | ---------------- |
| 2002-03          | 清水             | 8                | 5                | 3                |
| 2009             | 名古屋           | 38               | 4                | 0                |
| 2011             | 名古屋           | 38               | 3                | 0                |
| 2012             | 名古屋           | 38               | 2                | 0                |
| 通算             | AFC              | AFC              | 17               | 3                |

その他の国際公式戦
- 2007年
  - UEFAチャンピオンズリーグ予備予選2回戦 1試合0得点

## タイトル
清水エスパルス
- Jリーグ セカンドステージ 優勝：1999
- 天皇杯全日本サッカー選手権大会 優勝：2001
- ゼロックススーパーカップ 優勝：2001, 2002
- アジアカップウィナーズカップ 優勝：1999-2000

浦和レッズ
- Jリーグ セカンドステージ 優勝：2004
- Jリーグ ディビジョン1 優勝：2006
- 天皇杯全日本サッカー選手権大会 優勝：2005, 2006
- ゼロックススーパーカップ 優勝：2006

レッドブル・ザルツブルク
- オーストリア・ブンデスリーガ 優勝：2006-07

名古屋グランパス
- Jリーグ ディビジョン1 優勝：2010
- ゼロックススーパーカップ 優勝：2011

日本代表
- AFC アジアカップ 優勝：2004
- キリンカップサッカー 優勝：2004

## 個人タイトル
- Jリーグ最優秀選手賞：1999
- Jリーグベストイレブン：1999
- アジアカップウィナーズカップMVP：1999

## 代表歴
- 2002年 - 2006年 日本代表
  - 2002年3月21日 - ウクライナ戦で初出場
  - キャップ数は歴代7位

### 出場大会
- 2002年 ‐ ワールドカップ日韓大会 (ベスト16)
- 2003年 - コンフェデレーションズカップフランス大会 (グループリーグ敗退)
- 2004年 - アジアカップ中国大会 (優勝)
- 2005年 - コンフェデレーションズカップドイツ大会 (グループリーグ敗退)
- 2006年 - ワールドカップドイツ大会 (グループリーグ敗退)

### 試合数
- 国際Aマッチ 82試合 7得点 (2002-2006)[4]

| 日本代表 | 国際Aマッチ | 国際Aマッチ |
| 年       | 出場        | 得点        |
| -------- | ----------- | ----------- |
| 2002     | 9           | 1           |
| 2003     | 15          | 1           |
| 2004     | 22          | 2           |
| 2005     | 17          | 1           |
| 2006     | 19          | 2           |
| 通算     | 82          | 7           |

### 出場
| No. | 開催日         | 開催都市             | スタジアム                         | 対戦相手                 | 結果        | 監督                 | 大会                       |
| --- | -------------- | -------------------- | ---------------------------------- | ------------------------ | ----------- | -------------------- | -------------------------- |
| 1.  | 2002年03月21日 | 大阪府               | 長居陸上競技場                     | ウクライナ               | ○1-0        | フィリップ・トルシエ | キリンチャレンジカップ     |
| 2.  | 2002年04月17日 | 神奈川県             | 横浜国際総合競技場                 | コスタリカ               | △1-1        | フィリップ・トルシエ | キリンチャレンジカップ     |
| 3.  | 2002年04月29日 | 東京都               | 国立霞ヶ丘競技場陸上競技場         | スロバキア               | ○1-0        | フィリップ・トルシエ | キリンカップ               |
| 4.  | 2002年05月02日 | 兵庫県               | 御崎公園球技場                     | ホンジュラス             | △3-3        | フィリップ・トルシエ | キリンカップ               |
| 5.  | 2002年05月14日 | オスロ               |                                    | ノルウェー               | ●0-3        | フィリップ・トルシエ | 国際親善試合               |
| 6.  | 2002年05月25日 | 東京都               | 国立霞ヶ丘競技場陸上競技場         | スウェーデン             | △1-1        | フィリップ・トルシエ | キリンチャレンジカップ     |
| 7.  | 2002年06月04日 | 埼玉県               | 埼玉スタジアム2002                 | ベルギー                 | △2-2        | フィリップ・トルシエ | ワールドカップ             |
| 8.  | 2002年06月18日 | 宮城県               | 宮城スタジアム                     | トルコ                   | ●0-1        | フィリップ・トルシエ | ワールドカップ             |
| 9.  | 2002年11月20日 | 埼玉県               | 埼玉スタジアム2002                 | アルゼンチン             | ●0-2        | 山本昌邦（代行）     | キリンチャレンジカップ     |
| 10. | 2003年03月28日 | 東京都               | 国立霞ヶ丘競技場陸上競技場         | ウルグアイ               | △2-2        | ジーコ               | 国際親善試合               |
| 11. | 2003年04月16日 | ソウル               |                                    | 韓国                     | ○1-0        | ジーコ               | 国際親善試合               |
| 12. | 2003年05月31日 | 東京都               | 国立霞ヶ丘競技場陸上競技場         | 韓国                     | ●0-1        | ジーコ               | 国際親善試合               |
| 13. | 2003年06月08日 | 大阪府               | 長居陸上競技場                     | アルゼンチン             | ●1-4        | ジーコ               | キリンカップ               |
| 14. | 2003年06月11日 | 埼玉県               | 埼玉スタジアム2002                 | パラグアイ               | △0-0        | ジーコ               | キリンカップ               |
| 15. | 2003年06月18日 | サンドニ             |                                    | ニュージーランド         | ○3-0        | ジーコ               | コンフェデレーションカップ |
| 16. | 2003年06月20日 | サンテティエンヌ     |                                    | フランス                 | ●1-2        | ジーコ               | コンフェデレーションカップ |
| 17. | 2003年06月22日 | サンテティエンヌ     |                                    | コロンビア               | ●0-1        | ジーコ               | コンフェデレーションカップ |
| 18. | 2003年08月20日 | 東京都               | 国立霞ヶ丘競技場陸上競技場         | ナイジェリア             | ○3-0        | ジーコ               | キリンチャレンジカップ     |
| 19. | 2003年09月10日 | 新潟県               | 新潟スタジアム                     | セネガル                 | ●0-1        | ジーコ               | キリンチャレンジカップ     |
| 20. | 2003年10月11日 | ブカレスト           |                                    | ルーマニア               | △1-1        | ジーコ               | 国際親善試合               |
| 21. | 2003年11月19日 | 大分県               | 大分スポーツ公園総合競技場         | カメルーン               | △0-0        | ジーコ               | キリンチャレンジカップ     |
| 22. | 2003年12月04日 | 東京都               | 国立霞ヶ丘競技場陸上競技場         | 中華人民共和国           | ○2-0        | ジーコ               | 東アジア選手権             |
| 23. | 2003年12月07日 | 埼玉県               | 埼玉スタジアム2002                 | 香港                     | ○1-0        | ジーコ               | 東アジア選手権             |
| 24. | 2003年12月10日 | 神奈川県             | 横浜国際総合競技場                 | 韓国                     | △0-0        | ジーコ               | 東アジア選手権             |
| 25. | 2004年02月07日 | 茨城県               | 茨城県立カシマサッカースタジアム   | マレーシア               | ○4-0        | ジーコ               | キリンチャレンジカップ     |
| 26. | 2004年02月12日 | 東京都               | 国立霞ヶ丘競技場陸上競技場         | イラク                   | ○2-0        | ジーコ               | 国際親善試合               |
| 27. | 2004年02月18日 | 埼玉県               | 埼玉スタジアム2002                 | オマーン                 | ○1-0        | ジーコ               | ワールドカップ予選         |
| 28. | 2004年03月31日 | シンガポール         |                                    | シンガポール             | ○2-1        | ジーコ               | ワールドカップ予選         |
| 29. | 2004年04月25日 | ザラエジェルツェグ   |                                    | ハンガリー               | ●2-3        | ジーコ               | 国際親善試合               |
| 30. | 2004年04月28日 | プラハ               |                                    | チェコ                   | ○1-0        | ジーコ               | 国際親善試合               |
| 31. | 2004年05月30日 | マンチェスター       |                                    | アイスランド             | ○3-2        | ジーコ               | 国際親善試合               |
| 32. | 2004年06月01日 | マンチェスター       |                                    | イングランド             | △1-1        | ジーコ               | 国際親善試合               |
| 33. | 2004年06月09日 | 埼玉県               | 埼玉スタジアム2002                 | インド                   | ○7-0        | ジーコ               | ワールドカップ予選         |
| 34. | 2004年07月09日 | 広島県               | 広島広域公園陸上競技場             | スロバキア               | ○3-1        | ジーコ               | キリンカップ               |
| 35. | 2004年07月13日 | 神奈川県             | 横浜国際総合競技場                 | セルビア・モンテネグロ   | ○1-0        | ジーコ               | キリンカップ               |
| 36. | 2004年07月20日 | 重慶                 |                                    | オマーン                 | ○1-0        | ジーコ               | アジアカップ               |
| 37. | 2004年07月24日 | 重慶                 |                                    | タイ                     | ○4-1        | ジーコ               | アジアカップ               |
| 38. | 2004年07月28日 | 重慶                 |                                    | イラン                   | △0-0        | ジーコ               | アジアカップ               |
| 39. | 2004年07月31日 | 重慶                 |                                    | ヨルダン                 | △1-1(PK4-3) | ジーコ               | アジアカップ               |
| 40. | 2004年08月03日 | 済南                 |                                    | バーレーン               | ○4-3(延長)  | ジーコ               | アジアカップ               |
| 41. | 2004年08月07日 | 北京                 |                                    | 中華人民共和国           | ○3-1        | ジーコ               | アジアカップ               |
| 42. | 2004年08月18日 | 静岡県               | 静岡県小笠山総合運動公園スタジアム | アルゼンチン             | ●1-2        | ジーコ               | キリンチャレンジカップ     |
| 43. | 2004年09月08日 | コルカタ             |                                    | インド                   | ○4-0        | ジーコ               | ワールドカップ予選         |
| 44. | 2004年10月13日 | マスカット           |                                    | オマーン                 | ○1-0        | ジーコ               | ワールドカップ予選         |
| 45. | 2004年11月17日 | 埼玉県               | 埼玉スタジアム2002                 | シンガポール             | ○1-0        | ジーコ               | ワールドカップ予選         |
| 46. | 2004年12月16日 | 神奈川県             | 横浜国際総合競技場                 | ドイツ                   | ●0-3        | ジーコ               | キリンチャレンジカップ     |
| 47. | 2005年01月29日 | 神奈川県             | 横浜国際総合競技場                 | カザフスタン             | ○4-0        | ジーコ               | キリンチャレンジカップ     |
| 48. | 2005年02月02日 | 埼玉県               | 埼玉スタジアム2002                 | シリア                   | ○3-0        | ジーコ               | キリンチャレンジカップ     |
| 49. | 2005年02月09日 | 埼玉県               | 埼玉スタジアム2002                 | 北朝鮮                   | ○2-1        | ジーコ               | ワールドカップ予選         |
| 50. | 2005年03月30日 | 埼玉県               | 埼玉スタジアム2002                 | バーレーン               | ○1-0        | ジーコ               | ワールドカップ予選         |
| 51. | 2005年05月22日 | 新潟県               | 新潟スタジアム                     | ペルー                   | ●0-1        | ジーコ               | キリンカップ               |
| 52. | 2005年05月27日 | 東京都               | 国立霞ヶ丘競技場陸上競技場         | アラブ首長国連邦         | ●0-1        | ジーコ               | キリンカップ               |
| 53. | 2005年06月03日 | マナマ               |                                    | バーレーン               | ○1-0        | ジーコ               | ワールドカップ予選         |
| 54. | 2005年06月16日 | ハノーバー           |                                    | メキシコ                 | ●1-2        | ジーコ               | コンフェデレーションカップ |
| 55. | 2005年06月19日 | フランクフルト       |                                    | ギリシャ                 | ○1-0        | ジーコ               | コンフェデレーションカップ |
| 56. | 2005年06月22日 | ケルン               |                                    | ブラジル                 | △2-2        | ジーコ               | コンフェデレーションカップ |
| 57. | 2005年07月31日 | 大田                 |                                    | 北朝鮮                   | ●0-1        | ジーコ               | 東アジア選手権             |
| 58. | 2005年08月03日 | 大田                 |                                    | 中華人民共和国           | △2-2        | ジーコ               | 東アジア選手権             |
| 59. | 2005年08月17日 | 神奈川県             | 横浜国際総合競技場                 | イラン                   | ○2-1        | ジーコ               | ワールドカップ予選         |
| 60. | 2005年09月07日 | 宮城県               | 宮城スタジアム                     | ホンジュラス             | ○5-4        | ジーコ               | キリンチャレンジカップ     |
| 61. | 2005年10月08日 | リガ                 |                                    | ラトビア                 | △2-2        | ジーコ               | 国際親善試合               |
| 62. | 2005年10月12日 | キエフ               |                                    | ウクライナ               | ●0-1        | ジーコ               | 国際親善試合               |
| 63. | 2005年11月16日 | 東京都               | 国立霞ヶ丘競技場陸上競技場         | アンゴラ                 | ○1-0        | ジーコ               | キリンチャレンジカップ     |
| 64. | 2006年02月10日 | サンフランシスコ     |                                    | アメリカ合衆国           | ●2-3        | ジーコ               | 国際親善試合               |
| 65. | 2006年02月18日 | 静岡県               | 静岡県小笠山総合運動公園スタジアム | フィンランド             | ○2-0        | ジーコ               | キリンチャレンジカップ     |
| 66. | 2006年02月22日 | 神奈川県             | 横浜国際総合競技場                 | インド                   | ○6-0        | ジーコ               | アジアカップ予選           |
| 67. | 2006年02月28日 | ドルトムント         |                                    | ボスニア・ヘルツェゴビナ | △2-2        | ジーコ               | 国際親善試合               |
| 68. | 2006年03月30日 | 大分県               | 大分スポーツ公園総合競技場         | エクアドル               | ○1-0        | ジーコ               | キリンチャレンジカップ     |
| 69. | 2006年05月09日 | 大阪府               | 長居陸上競技場                     | ブルガリア               | ●1-2        | ジーコ               | キリンカップ               |
| 70. | 2006年05月13日 | 埼玉県               | 埼玉スタジアム2002                 | スコットランド           | △0-0        | ジーコ               | キリンカップ               |
| 71. | 2006年05月30日 | レバークーゼン       |                                    | ドイツ                   | △2-2        | ジーコ               | 国際親善試合               |
| 72. | 2006年06月04日 | デュッセルドルフ     |                                    | マルタ                   | ○1-0        | ジーコ               | 国際親善試合               |
| 73. | 2006年06月12日 | カイザースラウテルン |                                    | オーストラリア           | ●1-3        | ジーコ               | ワールドカップ             |
| 74. | 2006年06月18日 | ニュルンベルク       |                                    | クロアチア               | △0-0        | ジーコ               | ワールドカップ             |
| 75. | 2006年06月22日 | ドルトムント         |                                    | ブラジル                 | ●1-4        | ジーコ               | ワールドカップ             |
| 76. | 2006年08月09日 | 東京都               | 国立霞ヶ丘競技場陸上競技場         | 🇹🇹トリニダード・トバゴ   | ○2-0        | イビチャ・オシム     | キリンチャレンジカップ     |
| 77. | 2006年08月16日 | 新潟県               | 新潟スタジアム                     | イエメン                 | ○2-0        | イビチャ・オシム     | アジアカップ予選           |
| 78. | 2006年09月03日 | ジッダ               |                                    | サウジアラビア           | ●0-1        | イビチャ・オシム     | アジアカップ予選           |
| 79. | 2006年09月06日 | サヌア               |                                    | イエメン                 | ○1-0        | イビチャ・オシム     | アジアカップ予選           |
| 80. | 2006年10月04日 | 神奈川県             | 横浜国際総合競技場                 | ガーナ                   | ●0-1        | イビチャ・オシム     | キリンチャレンジカップ     |
| 81. | 2006年10月11日 | バンガロール         |                                    | インド                   | ○3-0        | イビチャ・オシム     | アジアカップ予選           |
| 82. | 2006年11月15日 | 北海道               | 札幌ドーム                         | サウジアラビア           | ○3-1        | イビチャ・オシム     | アジアカップ予選           |

### ゴール
| #  | 開催年月日    | 開催地                       | 対戦国               | 勝敗  | 試合概要                   |
| -- | ------------- | ---------------------------- | -------------------- | ----- | -------------------------- |
| 1. | 2002年5月2日  | 日本、神戸市                 | ホンジュラス         | △ 3-3 | キリンカップサッカー2002   |
| 2. | 2003年12月7日 | 日本、さいたま市             | 香港                 | ○ 1-0 | 東アジアサッカー選手権2003 |
| 3. | 2004年2月12日 | 日本、東京                   | イラク               | ○ 2-0 | 親善試合                   |
| 4. | 2004年5月30日 | イングランド、マンチェスター | アイスランド         | ○ 3-2 | 親善試合                   |
| 5. | 2005年1月29日 | 日本、横浜市                 | カザフスタン         | ○ 4-0 | キリンチャレンジカップ2005 |
| 6. | 2006年8月9日  | 日本、東京                   | トリニダード・トバゴ | ○ 2-0 | キリンチャレンジカップ2006 |
| 7. | 2006年8月9日  | 日本、東京                   | トリニダード・トバゴ | ○ 2-0 | キリンチャレンジカップ2006 |

## CM出演
- adidas「サッカー狂症候群 (三都主アレサンドロ編) 」(2002年)
- サントリー「デカビタC」(2002年)
- レッドブル「エナジードリンク」(2007年)『宮本恒靖&三都主篇』- 宮本恒靖との共演

## 関連書籍
- 褐色のドリブラー 三都主物語 (著・北村保夫、2002年4月)
- フォルツァ!アレックス (著・竹澤哲、2002年8月、文春ネスコ)